# Shavkat Mirziyoyev
Shavkat Miromonovich Mirziyoyev (v přepisu do cyrilice Шавкат Миромонович Мирзиёев, * 24. července 1957, okres Zaamin, kraj Jizzach, Uzbecká SSR, Sovětský svaz) je uzbecký státník a politik, dne 4. prosince 2016 zvolen druhým prezidentem republiky Uzbekistán. Předtím působil jako úřadující prezident země (od 8. září 2016), jímž se stal po smrti předchozího prezidenta Islama Karimova (zemřel 2. září 2016). Do té doby byl od 12. prosince 2003 premiérem Uzbekistánu.
24. října 2021 byl Mirziyoyev znovuzvolen prezidentem se ziskem 80,31 % hlasů. Další prezidentská volba se měla konat až v roce 2026, ale v referendu byla 30. dubna 2023 schválena změna volebního systému. V reakci na to vyhlásil prezident Mirziyoyev předčasné volby, ve kterých mu bylo umožněno kandidovat již potřetí, avšak počítalo by se to jako 1. funkční období ze 2 možných dle nového systému. Tyto volby proběhly 9. července 2023 a Mirziyoyev v nich opět zvítězil, když získal 87,71 % hlasů.

## Vyznamenání
- Řád Danaker – Kyrgyzstán, 22. listopadu 2017 – za velký osobní přínos k založení strategického partnerství a posílení tradičního přátelství a dobrého sousedství mezi Kyrgyzstánem a Uzbekistánem
- Řád přátelství I. třídy – Kazachstán, 15. března 2018 – za významný přínos k posílení a rozvoji oboustranných politických, ekonomických a kulturních vztahů mezi oběma zeměmi[4]
- Řád zlatého orla – Kazachstán, 2024 – udělil prezident Kasym-Žomart Kemeluly Tokajev[5]